# Puente de Chagoua
El Puente de Chagoua (en francés:Pont de Chagoua) es uno de los dos puentes construidos sobre el río Chari, en la capital del país africano de Chad, la ciudad de Yamena.  Este es el último puente para cruzar el río Chari antes de que desemboque en el lago Chad, cien kilómetros al norte. 
La construcción del puente comenzó a finales de 1950, cuando Chad era todavía una colonia francesa y fue terminada e inaugurada en 1959.  El Puente Chagoua mide aproximadamente 550 metros, incluyendo 300 metros sobre el río Chari. Cuenta con ocho partes.